# 둥충선
뚱충 선(東涌線, Tung Chung Line)은 홍콩을 운행하는 홍콩철로 유한공사 MTR(홍콩 지하철)의 노선 중 하나이다. 1998년 6월 22일에 처음 개통하였다. 라인 색상은 ■ 주황색이다.

## 개요

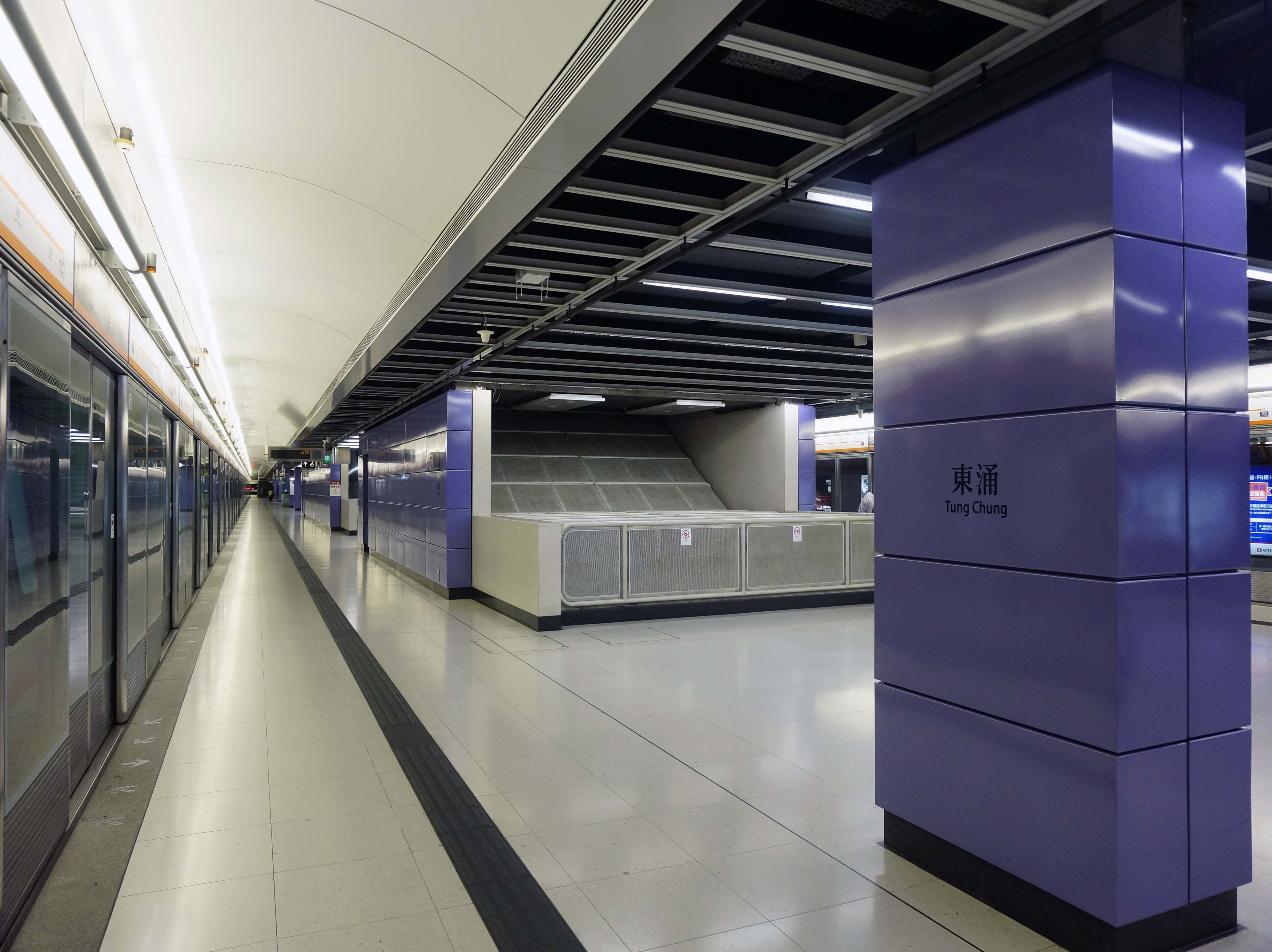
홍콩 지하철 뚱충역

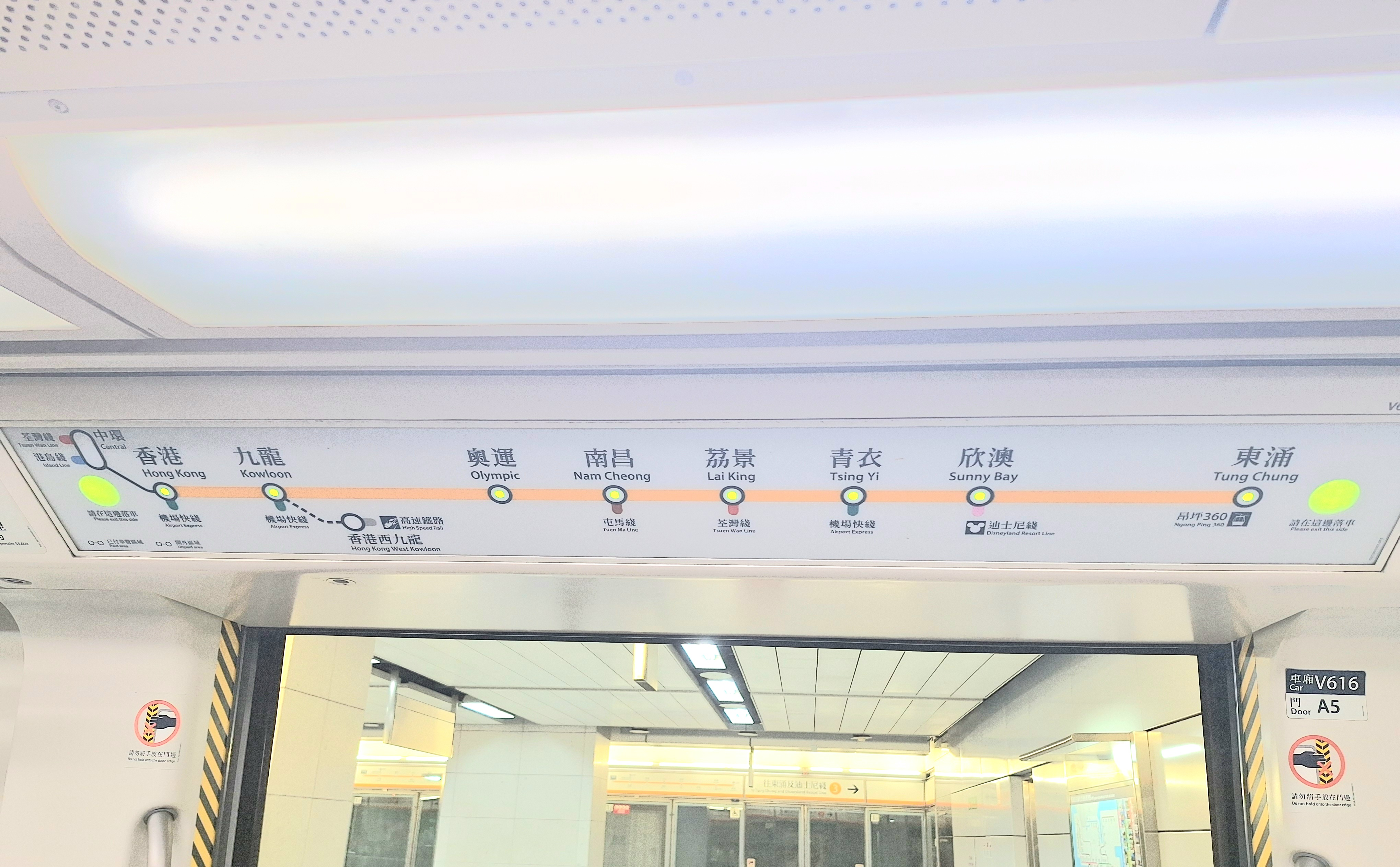
홍콩 지하철 뚱충선 기차에서의 노선도

뚱충선은 대부분이 공항선과 병행하며, 공항선을 보완하여 정차하지 않는 역에 정차하면서 도심(홍콩섬, 주룽)과 신계의 주거지(란터우섬, 신계 남부의 뉴타운 지구)를 연결하는 통근 노선의 역할을 한다.
뚱충선과 공항선은 뚱충역 앞에서 분기한다. 신계 남부와 란터우섬 사이에서는 2층 구조로 도로와 철도를 겸하는 길이 2,200m의 칭라이 대교를 통과한다.

## 특징
- 노선 거리：31.1km
- 궤간：1432mm
- 역수：8개
- 복선 구간：전 노선
- 전화 구간：전 노선(직류 1500V 가선집전방식)
- 차량 기지: 소호만 차량기지
- 지상 구간：뚱충역~ 올림픽 역 간
- 주행 방향: 좌측 통행

## 역사
- 1998년 6월 22일 - 뚱충역~ 홍콩 역 간 개통.
- 2003년 12월 16일 - 난청 역 개통.
- 2005년 6월 1일 - 써니베이 역 개통.

## 역 목록
| 역명     | 중국어 | 영어       | 소재지     | 환승                                 |
| -------- | ------ | ---------- | ---------- | ------------------------------------ |
| 둥충선   |        |            |            |                                      |
| 뚱충     | 東涌   | Tung Chung | 레이도구   |                                      |
| 서니베이 | 欣澳   | Sunny Bay  | 췬완구     | ■디즈니선                            |
| 칭이     | 青衣   | Tsing Yi   | 콰이칭구   | ■공항선                              |
| 라이킹   | 荔景   | Lai King   | 콰이칭구   | ■췬완선                              |
| 남청     | 南昌   | Nam Cheong | 삼서이보구 | ■튄마선                              |
| 올림픽   | 奧運   | Olympic    | 야우짐웡구 |                                      |
| 까우룽   | 九龍   | Kowloon    | 야우짐웡구 | ■공항선                              |
| 홍콩     | 香港   | Hong Kong  | 중사이구   | ■공항선 ■홍콩섬선, ■췬완선 센트럴 역 |

## 같이 보기
- 홍콩의 지역 목록
- 홍콩의 교통